# Mason (Míchigan)
Mason es una ciudad ubicada en el condado de Ingham en el estado estadounidense de Míchigan. Es sede del condado de Ingham. En el Censo de 2010 tenía una población de 8252 habitantes y una densidad poblacional de 621,32 personas por km².

## Geografía
Mason se encuentra ubicada en las coordenadas 42°34′51″N 84°26′32″O / 42.58083, -84.44222. Según la Oficina del Censo de los Estados Unidos, Mason tiene una superficie total de 13.28 km², de la cual 13.21 km² corresponden a tierra firme y (0.55%) 0.07 km² es agua.

## Demografía
Según el censo de 2010, había 8252 personas residiendo en Mason. La densidad de población era de 621,32 hab./km². De los 8252 habitantes, Mason estaba compuesto por el 90.24% blancos, el 5.85% eran afroamericanos, el 0.44% eran amerindios, el 0.88% eran asiáticos, el 0.05% eran isleños del Pacífico, el 0.8% eran de otras razas y el 1.73% pertenecían a dos o más razas. Del total de la población el 3.74% eran hispanos o latinos de cualquier raza.

## Transportes
La ciudad tiene acceso al Aeropuerto Mason Jewett Field.